# Dietrich von Falkenberg
Dietrich von Falkenberg, född omkring 1585, död den 10 maj 1631, var en överste i hessisk och senare svensk tjänst, kommendant i Magdeburg vid plundringen av staden våren 1631. Falkenberg tillhörde den tyska adliga ätten von Falkenberg till Herstelle och Blankenau vid Weser och var son till Christoph, drost (fogde) i Blankenau (död 1590). 
Falkenberg stod först i hessisk  tjänst såsom lantgreven Morits hovjunkare, men skickades av denne 1615 till Sverige "för att bliva så mycket skickligare i sin tjänst". Falkenberg stannade kvar i Sverige, vann Gustav Adolfs ynnest (han blev dubbad riddare 1626 och blev också dennes hovmarskalk) och skickades på hösten 1630 såsom kommendant till Magdeburg. 
Förklädd till sjöman för att undgå de kejserliga och efter många äventyr ankom Falkenberg 19 oktober 1630 till staden, utanför vilken Pappenheim lägrade sig i mitten av december. Falkenberg vidtog energiska mått och steg till stadens sättande i gott försvarstillstånd, men fick endast lamt bistånd av invånarna och led brist på folk och pengar. 
I senare hälften av mars 1631 anlände Tilly utanför staden, som nu inneslöts från två sidor. Utanverken föll inom kort i fiendens händer, och stadens invånare ville öppna underhandlingar med de kejserliga, men Falkenberg, stödd på prästerskapet, satte sig bestämt däremot. 4 och 18 maj uppfordrade Tilly staden att ge sig. 
Vid en överläggning på rådhuset morgonen 20 maj (nya stilen) uppmanade Falkenberg de närvarande att härda ut, tills svensk hjälp kom, men stadens myndigheter uttalade sig för kapitulation. Han talade ännu om motstånd, då de kejserliga stormat in i staden och börjat plundra. Vid underrättelsen därom steg Falkenberg till häst.
Han lyckades tränga fienderna tillbaka på ett ställe, men stupade vid försöket att även på ett annat håll driva dem undan. Med en till visshet gränsande förmodan antar man, att Falkenberg vidtagit anordningar för att låta Magdeburg gå upp i lågor, för att denna i strategiskt avseende så viktiga stad inte skulle falla oförstörd i de kejserligas händer.